# Boçac de Montagut
Boucé és un municipi francès, situat al departament de l'Alier i a la regió d'Alvèrnia-Roine-Alps. L'any 2007 tenia 551 habitants.

## Demografia

### Població
El 2007 la població de fet de Boucé era de 551 persones. Hi havia 214 famílies de les quals 60 eren unipersonals (24 homes vivint sols i 36 dones vivint soles), 59 parelles sense fills, 83 parelles amb fills i 12 famílies monoparentals amb fills.
La població ha evolucionat segons el següent gràfic:
Habitants censats

### Habitatges
El 2007 hi havia 271 habitatges, 218 eren l'habitatge principal de la família, 23 eren segones residències i 30 estaven desocupats. 267 eren cases i 4 eren apartaments. Dels 218 habitatges principals, 159 estaven ocupats pels seus propietaris, 52 estaven llogats i ocupats pels llogaters i 8 estaven cedits a títol gratuït; 7 tenien dues cambres, 25 en tenien tres, 84 en tenien quatre i 102 en tenien cinc o més. 174 habitatges disposaven pel capbaix d'una plaça de pàrquing. A 97 habitatges hi havia un automòbil i a 99 n'hi havia dos o més.

### Piràmide de població
La piràmide de població per edats i sexe el 2009 era:
| Homes | Edats   | Dones |
| ----- | ------- | ----- |
| 0     | 95 o +  | 0     |
| 4     | 90 a 94 | 0     |
| 0     | 85 a 89 | 4     |
| 0     | 80 a 84 | 4     |
| 24    | 75 a 79 | 16    |
| 12    | 70 a 74 | 20    |
| 12    | 65 a 69 | 16    |
| 12    | 60 a 64 | 8     |
| 24    | 55 a 59 | 16    |
| 8     | 50 a 54 | 32    |
| 28    | 45 a 49 | 12    |
| 16    | 40 a 44 | 12    |
| 24    | 35 a 39 | 12    |
| 24    | 30 a 34 | 24    |
| 0     | 25 a 29 | 16    |
| 8     | 20 a 24 | 4     |
| 20    | 15 a 19 | 8     |
| 16    | 10 a 14 | 20    |
| 40    | 5 a 9   | 12    |
| 4     | 0 a 4   | 4     |

## Economia
El 2007 la població en edat de treballar era de 321 persones, 237 eren actives i 84 eren inactives. De les 237 persones actives 221 estaven ocupades (122 homes i 99 dones) i 16 estaven aturades (7 homes i 9 dones). De les 84 persones inactives 22 estaven jubilades, 27 estaven estudiant i 35 estaven classificades com a «altres inactius».

### Ingressos
El 2009 a Boucé hi havia 222 unitats fiscals que integraven 565 persones, la mediana anual d'ingressos fiscals per persona era de 15.004 €.

### Activitats econòmiques
Dels 14 establiments que hi havia el 2007, 2 eren d'empreses alimentàries, 1 d'una empresa de fabricació d'altres productes industrials, 3 d'empreses de construcció, 3 d'empreses de comerç i reparació d'automòbils, 3 d'empreses d'hostatgeria i restauració, 1 d'una empresa de serveis i 1 d'una empresa classificada com a «altres activitats de serveis».
Dels 6 establiments de servei als particulars que hi havia el 2009, 1 era un taller de reparació d'automòbils i de material agrícola, 1 paleta, 1 fusteria, 1 perruqueria i 2 restaurants.
Dels 2 establiments comercials que hi havia el 2009, 1 era una botiga de menys de 120 m² i 1 una fleca.
L'any 2000 a Boucé hi havia 25 explotacions agrícoles que ocupaven un total de 1.960 hectàrees.

## Equipaments sanitaris i escolars
El 2009 hi havia una escola elemental integrada dins d'un grup escolar amb les comunes properes formant una escola dispersa.

## Poblacions més properes
El següent diagrama mostra les poblacions més properes.